# Orcula fuchsi
Orcula fuchsi es una especie de molusco gasterópodo de la familia Orculidae en el orden de los Stylommatophora.

## Distribución geográfica
Es  endémica de Austria.